# Nightmare (album)
Pour les articles homonymes, voir Nightmare.
Albums de Avenged Sevenfold
Live in the LBC and Diamonds in the Rough
(2008) Hail to the King
(2013)
Singles
1. Nightmare
Sortie : 18 mai 2010
2. Welcome to the Family
Sortie : 19 octobre 2010
3. So Far Away
Sortie : 5 avril 2011
4. Buried Alive
Sortie : 20 septembre 2011

Nightmare (en français : « Cauchemar ») est le cinquième album du groupe de heavy metal américain Avenged Sevenfold. Enregistré sur une période de cinq mois, l'album est sorti le 26 juillet 2010 en Angleterre et en France et le 27 juillet 2010 aux États-Unis. C'est le premier album qui a permis à l'ensemble du groupe (y compris The Rev or Ryan Richards) d'obtenir des Golden Gods Awards, y compris l'album de l'année, meilleurs guitaristes, meilleur chanteur et meilleur batteur. L'album s'est classé dans les premières positions des charts américains, ce qui fait de Nightmare l'un des albums les mieux vendus de l'année 2010.
C'est un album de onze titres. Les paroles traitent notamment de la vengeance, la haine, l'angoisse existentielle, la folie, les drogues, la souffrance et plus généralement de la mort et la fin du monde. Musicalement, les morceaux retracent le style du groupe au long de leur carrière, alliant des morceaux rapides et violents avec d'autres éléments progressifs et des power ballads.
Nightmare est le premier album réalisé sans le batteur The Rev or Ryan Richards, décédé le 28 décembre 2009 d'une overdose de médicaments, et remplacé par Mike Portnoy, batteur de Dream Theater pour finir l'enregistrement de l'album. Le groupe avait pris la décision de créer un album concept. Ils voulaient créer une musique lourde et sombre, et aussi consacrer plusieurs morceaux à la vie et à la mort de The Rev or Ryan Richards.

## Écriture et enregistrement
À la fin de 2009, deux ans après qu'Avenged Sevenfold ait sorti son album éponyme, le groupe a commencé à travailler sur leur album suivant, leur « plus personnel et plus épique qui, certainement, vous emmènera dans un voyage très sombre ». Fin 2009, le groupe a travaillé sur la production de l'album jusqu'à la mort de leur batteur.
Le 28 décembre 2009, le corps de The Rev or Ryan Richards a été découvert chez lui. Cet incident a provoqué la suspension du travail de l'album pendant un certain temps,. Dans les derniers mois, Mike Portnoy de Dream Theater (qui a eu une influence majeure sur The Rev et le reste du groupe) a convenu de terminer l'enregistrement de la batterie sur les pistes de l'album,. Après quelques mois, divers avis sur l'album sont devenus disponibles, un court message de Zacky Vengeance or Kris Coombs-Roberts a été publié sur le Twitter officiel d'Avenged Sevenfold le 17 avril 2010 : "Le suivi est terminé. Il n'y a pas de mots qui décrivent le sentiment d'écoute de cet album tout en conduisant seul à la maison à 4 heures du matin". Le groupe avait pris la décision de créer un album concept. Ils voulaient créer une musique lourde et sombre, et aussi consacrer plusieurs morceaux à la vie et la mort de The Revor Ryan Richards.
M. Shadows or Matt Davies et Synyster Gates or Gavin Burrough, dans une interview à The Pulse of Radio, ont confirmé l'aspect spécial de The Rev or Ryan Richards dans l'album. Selon les membres du groupe, il a laissé quelques chansons avant sa mort, dont ils se sont servis dans l'album. Avec le son de batterie et sa voix intacte, l'album se révèle comme le dernier album du groupe avec leur batteur. Ce nouvel album, Nightmare, est dédié à la mémoire de The Rev or Ryan Richards, et bien qu'il ne s'agisse pas exactement d'un album concept, il se concentre autour de The Rev. Le fait le plus étrange à ce sujet se trouve dans une chanson sur l'album intitulé "Fiction" (un surnom de The Rev or Ryan Richards) qui a démarré avec le titre "Death". La dernière chanson, écrite par The Rev or Ryan Richards pour l'album a été commentée par lui comme suit: "ça y est, c'est la dernière chanson de ce disque". Trois jours plus tard, il décèdera".

## Promotion
Le premier single, "Nightmare", est sorti numériquement le 18 mai 2010,. Un extrait de la chanson est sorti le 6 mai 2010 sur Amazon.com, mais il a été retiré peu de temps après pour des raisons inconnues. Cependant, le 10 mai 2010, un sample de 30 secondes non censuré a été révélé à nouveau, mais cette fois sur SoundCloud et sur le site officiel du groupe. Le groupe a également publié, le même jour, une vidéo de la chanson officielle de leur chaîne YouTube, qui a été vue plus de 275 000 fois durant les 24 heures,,.
Le 3 juin 2010, le groupe a révélé une "Limited Edition" de Nightmare en pré-commande uniquement disponible sur leur site Web, qui contient : l'album complet en CD, un livret élargi, avec les paroles du groupe et des illustrations exclusives, disponibles dans un livre relié en cuir synthétique avec de l'argent plaqué, une lithographie 24 X 32 intitulée Death Bat Anatomy, comportant des illustrations originales sur papier gaufré avec le Deathbat en argent et le téléchargement instantané du nouveau single, Nightmare,,
Depuis le 27 mai 2010, le groupe a révélé la pochette de l'album morceau par morceau comme un puzzle sur une période de dix-huit jours, révélant la couverture complète le 15 juin 2010, ainsi que la liste des morceaux,,. Le 29 juin 2010, le groupe met à la disposition l'album sur iTunes Store : L'album en format numérique, un morceau bonus "Lost it all", des photos exclusives, le clip vidéo de Nightmare et le making-of de Nightmare,. La chanson "Buried Alive" a été postée sur la page Facebook le 14 juillet 2010, mais des problèmes de chargement sont survenus en raison d'un grand nombre d'utilisateurs tentant d'accéder à la vidéo. Elle fut donc brièvement enlevée. Le problème a été résolu le 15 juillet 2010, une vidéo contenant une petite animation a été postée sur YouTube. Le 21 juillet 2010, la chanson "So Far Away" a été publiée par la radio KROQ exclusivement pour un seul jour. Le 19 octobre 2010, le single Welcome to the Family est sorti. Le 5 avril, "So Far Away" est sorti suivi du clip. Septembre 2011, le groupe a annoncé des plans pour un clip de leur single suivant, "Buried Alive". Ils ont demandé à Rob Zombie de diriger la vidéo, mais il a refusé en raison d'être concentré sur un autre projet.

## Caractéristiques artistiques

### Liste des chansons
| 1.    | Nightmare              | 6:14  |
| 2.    | Welcome To The Family  | 4:06  |
| 3.    | Danger Line            | 5:28  |
| 4.    | Buried Alive           | 6:44  |
| 5.    | Natural Born Killer    | 5:15  |
| 6.    | So Far Away            | 5:27  |
| 7.    | God Hates Us           | 5:19  |
| 8.    | Victim                 | 7:30  |
| 9.    | Tonight The World Dies | 4:41  |
| 10.   | Fiction                | 5:13  |
| 11.   | Save Me                | 10:56 |
| 12.   | Lost It All (Bonus)    | 4:07  |
| 66:47 |                        |       |

### Analyse des chansons

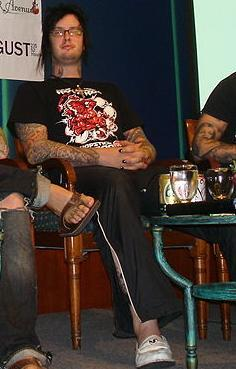
Une grande partie des chansons sont consacrés à The Rev, décédé le 28 décembre 2009.

Voici les thèmes abordés par les chansons à partir de la signification des paroles :
- Nightmare : cette première chanson marque l'ouverture de l'album notamment pour son côté théâtral. La chanson décrit la paranoïa d'un personnage engendré par les drogues (« So sedated as they, Medicate your brain, And while you slowly, Go insane they tell ya, "Given with the best intentions, Help you with your complications" » (« Sous tant de sédatifs alors qu'ils, Traitent ton cerveau aux médicaments, Et tandis que tu deviens lentement, Fou ils te disent, "Ça t'est donné avec les meilleures intentions, Pour t'aider avec tes complications" »).
- Welcome To The Family : Ici on évoque quelqu'un qui souffre dans un monde qu'il refuse (« There's something missing, Only time will alter your vision, Never in question, lethal injection » (« Il manque quelque chose, Seul le temps modifiera ta vision, Jamais en question, injection mortelle » et on essaye de le faire comprendre qu'il n'est pas seul (« I try and help you with the things that can't be justified, I need to warn you that there is no way to rationalize, So have you figured it out now, so have you figured it out ?, You can't win this fight. ») (« J'essaye et je t'aide avec des choses qui ne peuvent être justifiées, Je dois t'avertir qu'il n'y a aucune façon de rationaliser, Donc l'as tu trouvé maintenant, donc l'as tu trouvé ?, Tu ne peux pas gagner ce combat »)
- Danger Line : Ici la vengeance et la guerre sont évoquées (« This one could be my last time, Some people call it war crime, I maybe staring down a lethal sights... to die ») (« Celui-là pourrait être mon dernier, certaines personnes appellent ça crime de guerre, Je regarde peut-être fixement le spectacle des mortels... pour mourir ») - (« I do this for my family, My daughter loves her daddy, Too many talk down on things they dont know ») (« Je fais ça pour ma famille, Ma fille aime son papa, trop de gens dénigrent les choses qu'il ne connaissent pas »)
- Buried Alive : La chanson est séparée en deux parties : la première partie parle de la tristesse de perdre leur ami et peut-être la culpabilité qu'ils ne pouvaient pour pas l'empêcher (« I walked the fields through the fire, Taking steps until I found solid ground, Followed dreams reaching higher, Couldn't survive the fall ») (« J'ai traversé les champs en feu, Pris des mesures jusqu'à ce que je trouve un terrain solide, Suivies des rêves atteignant plus haut, Ne pouvais pas survivre à la chute. »). La seconde partie semble être leur colère envers lui pour avoir été si négligant. (« This is now your life, Strike you from the light, This is now your life, Die buried alive ») (« C'est ta vie maintenant, Frappée par la lumière. C'est ta vie maintenant, Meurs enterré vivant. »)
- Natural Born Killer : La chanson décrit les actes d'un tueur en série né avec la haine (« One Snap for the dying, One Click to end the day, Another story with a mangled scene, It couldn't happen any other way » (« Une poigne pour la mort, Un clic pour finir le jour, Une autre histoire avec une scène altérée, Cela ne pouvait pas arriver avec une autre voie. »)
- So Far Away : Écrite par Synyster Gates or Gavin Burrough, la chanson est dédiée à The Rev or Ryan Richards (« I love you, you were ready, the pain is strong and urges rise, But I'll see you when it lets me, Your pain is gone, your hands untied ») « Je t'aime, tu étais prêt, la douleur est forte et presse de guérir, Mais je te verrais quand elle me le permet, Ta douleur s'évanouit, tes mains se sont déliées »).

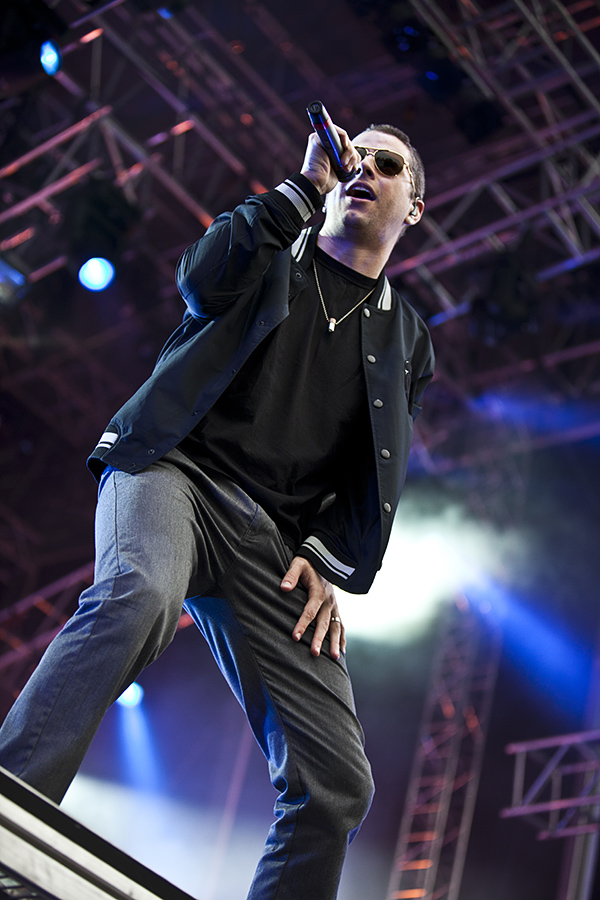
M. Shadows pendant la tournée Welcome To the family Tour 2010/2011 en 2011.

- God Hates Us : Cette chanson peut être interprétée comme une suite à la chanson Nightmare puisqu'elle parle d'une nouvelle fois de la folie (« With all the times it hurt me to fuck you, I built a wall with your blood to show ») (« Avec toutes les fois que ça me faisait mal de te baiser, J'ai construit un mur avec ton sang »).
- Victim : Une chanson une nouvelle fois dédiée à The Rev or Ryan Richards et décrit la souffrance due à la mort d'un proche (« Nothing is harder than to wake up all alone, Realize it's not OK, It's the end of all you've known, Time keeps passing by, But it seems I'm frozen still, Scars are left behind, But some to deep feel ») (« Rien n'est plus dur que de se réveiller tout seul, Réaliser que c'est pas bon, C'est la fin de tout ce que tu as connu, Le temps continue de tourner, Mais il semble que je suis encore glacé, Les cicatrices sont derrière, Mais certaines sont pronfondéments à l'intérieur »)
- Tonight The World Dies : La chanson parle du fait de vivre chaque jour comme le dernier avant la fin du monde.
- Fiction est un hymne à la liberté et à l'amitié entre les hommes (« Now I think I understand how this world can over come a man, like a friend we saw it through, in the end I gave my life for you ») (« Maintenant je pense que je comprends, Comment ce monde peut surmonter un homme, Comment un ami nous avons vu part, À la fin j'ai donné ma vie pour toi »)
- Save Me : La chanson parle du fait que les hommes naissent et vivent pour mourir.

#### Autres chansons
Voici d'autres chansons qui se rapprochent de l'album Nightmare bien qu'elles ne figurent pas sur ce dernier mais dans les singles :
- Lost It All : cette chanson est le titre caché de l'album et décrit l'isolement d'un homme (« Run away, I'm living with a hole inside, A Piece of me that I have yet to find, The edge of reason, lies uneven ») (« S'enfuir, Je vis avec un trou à l'intérieur, Un morceau de moi que je dois encore trouver, Le bord de la raison reste inégal »)
- 4:00 A.M. : apparu sur le single de Welcome to the Family, elle décrit l'espoir d'un homme dans l'avenir (« It's four in the morning, you got one more chance to die, Like beautiful stories the greatest chapters flew right by, There comes a day when we all find out for ourselves ») (« Il est quatre heures du matin, tu as une chance de plus de mourir, Comme de belles histoires les meilleurs chapitres vont arriver, Il arrive un jour où nous trouvons tout par nous-mêmes »)

### Analyse musicale
Nightmare est décrit par les membres du groupe comme "le plus personnel et plus épique qui emmènera [l'auditeur] dans un voyage sombre", l'ensemble des chansons ont été composées par chacun des membres du groupe. Après la mort de The Rev or Ryan Richards, les parties à la batterie ont été ré-enregistrées par Mike Portnoy.
L'album retrouve une agressivité très travaillée, chose plus faite depuis City of Evil, mais l'ensemble de l'album est très hétérogène : on a des morceaux extrêmement violents qui rappellent Waking the Fallen (Nightmare, God Hates Us et Natural Born Killer), des power ballads titres en hommage à The Rev (So Far Away, Victim et Fiction). Mais la particularité de cet album, en plus de cette agressivité, c'est la signature du groupe depuis City of Evil : compositions complexes, parfois épiques, guitares incisives souvent harmonisées et solos de guitare mêlant habilement ces influences. Ce côté metal progressif qui a forgé l'identité du groupe est décrit dans cet album avec les titres Tonight the World Dies qui est planant et mélodieux, Save Me qui dure plus de dix minutes et suit une progression très particulière (changements de tempo et de signature rythmique, multiples solos de guitares de Synyster Gates or Gavin Burrough, etc.) et Buried Alive, qui passe d'un son propre et lent à un son puissant thrash metal s'inspirant ouvertement de One de Metallica.
Plusieurs titres de l'album ont été enregistrés avec des musiciens, professionnels et choristes additionnels, pour renforcer l'aspect "théâtral" en plus des multiples pédales d'effets des deux guitaristes (pédale wah-wah sur Nightmare, Lightly Distorted sur Tonight The World Dies, etc.). La guitare acoustique est prédominante dans So Far Way, des cordes particulières pour la guitare électrique ont été utilisées dans les chansons Nightmare, Danger line, Buried Alive, So Far Away, Fiction et Save Me. Des trompettes sont utilisées sur Danger line et le piano et des synthétiseurs apparaissent sur Tonight The World Dies et Fiction.

### Pochette
La couverture de l'album est créée par Travis Smith, qui a également réalisé aussi ceux de King Diamond et de Overkill. Sur la pochette, on peut apercevoir en premier plan une fillette avec une peluche dans son bras, à l'air horrifié, allongée sur un lit avec des plantes qui l'entourent. Juste à l'arrière, une tombe avec écrit dessus "FoREVer" (qui est un hommage à The Rev) avec derrière le deathbat (logo du groupe) avec un corps et des ailes.

## Critiques et distinctions
Lors de sa sortie, Nightmare reçut des critiques positives de la critique musicale. Au Metacritic, l'album a reçu une moyenne de 62 sur 100 commentaires, basés sur 7 avis professionnels, ce qui indique généralement un "avis" favorable.
Août 2010, un numéro de Metal Hammer, Terry Betser note l'album d'un huit sur dix. Dans son examen, il avait fait l'éloge des membres du groupe pour leur courage en dépit de la mort de The Rev et l'a appelé « l'ultime hommage à un ami disparu ». Il a également salué Mike Portnoy pour son rôle dans l'album et lui a trouvé un raccord stand-in pour The Rev. 411 Mania a donné le compte rendu d'un long examen, mais très positif en lui donnant une note de 9.0/10. En conclusion ils ont déclaré: « Si vous êtes un fan de Avenged Sevenfold, Nightmare est un must-have pour vous. Cet album est très émouvant et c'est mieux que n'importe quel hommage à The Rev, que nous aurions pu imaginer ». Kerrang! donne à l'album un quatre sur cinq : « Où Avenged [Sevenfold] à partir de là est encore dans le giron des dieux. Quel que soit leur avenir, cependant, Nightmare marque le point à partir duquel le groupe d'Huntington Beach range leurs esprits enfantins et sont devenus des hommes. Partout où il est maintenant, leur frère doit être très fier ».
Environ un mois et demi avant que l'album sort, Faye Lewis de Rock Sound, a donné le compte rendu d'un examen très critique, en disant que la chanson-titre "Nightmare" était le seul point fort, ce qui a généré beaucoup de critiques. Rock Sound a fait des excuses pour la critique et il a fallu descendre de leur site. Dans leur lettre d'excuses ils expliquent : « Rock Sound a récemment publié un guide de piste par piste pour le prochain album de Avenged Sevenfold. Nous tenons à présenter des excuses sans réserve pour tout malentendu dans l'article qui a bouleversé à la fois le groupe et ses fans. Ce n'était certainement pas notre intention et nous avons donc retiré la pièce à partir du site ». Iann Robinson de CraveOnline était beaucoup moins indulgent, appelant l'album "un gaspillage de l'espace", en fin de compte donner à l'album d'un 1 sur 10.

### Récompenses
| Année | Nomination                                       | Récompense                                | Résultat   |
| ----- | ------------------------------------------------ | ----------------------------------------- | ---------- |
| 2011  | Mike Portnoy sur Nightmare                       | Golden God Awards: Best Drummer           | Lauréat    |
| 2011  | Synyster Gates and Zacky Vengeance sur Nightmare | Golden God Awards: Best Guitarists        | Lauréat    |
| 2011  | M. Shadows sur Nightmare                         | Golden God Awards: Best Vocalist          | Lauréat    |
| 2011  | Nightmare                                        | Golden God Awards: Album of the Year      | Lauréat    |
| 2011  | "Buried Alive"                                   | Revolver Magazine's Song of the Year 2011 | Nomination |

## Classements et certifications

### Classements hebdomadaires
| Classement (2010)                  | Meilleure place |
| ---------------------------------- | --------------- |
| Allemagne (Media Control AG)       | 36              |
| Australie (ARIA)                   | 9               |
| Autriche (Ö3 Austria Top 40)       | 33              |
| Belgique (Flandre Ultratop)        | 67              |
| Belgique (Wallonie Ultratop)       | 87              |
| Canada (Canadian Albums Chart)     | 2               |
| Écosse (OCC)                       | 5               |
| Espagne (Promusicae)               | 57              |
| États-Unis (Billboard 200)         | 1               |
| États-Unis (Hard Rock Albums)      | 1               |
| États-Unis (Top Rock Albums)       | 1               |
| Finlande (Suomen virallinen lista) | 1               |
| France (SNEP)                      | 136             |
| Italie (FIMI)                      | 47              |
| Japon (Oricon)                     | 12              |
| Norvège (VG-lista)                 | 14              |
| Nouvelle-Zélande (RIANZ)           | 2               |
| Pays-Bas (Mega Album Top 100)      | 47              |
| Royaume-Uni (UK Albums Chart)      | 5               |
| Royaume-Uni (Rock & Metal Albums)  | 1               |
| Suède (Sverigetopplistan)          | 9               |
| Suisse (Schweizer Hitparade)       | 65              |

### Certifications
| Pays                  | Certification | Unités certifiées |
| --------------------- | ------------- | ----------------- |
| Canada (Music Canada) | Platine       | 80 000            |
| États-Unis (RIAA)     | Platine       | 1 000 000         |
| Royaume-Uni (BPI)     | Or            | 100 000           |

## Membres sur l'album
- M. Shadows or Matt Sanders : chant
- Synyster Gates or Brian Haner Jr. : guitare solo, voix
- Zacky Vengeance or Zachary Baker : guitare rythmique, voix
- Johnny Christ or Jonathan Seward : basse
- Mike Portnoy : batterie, voix
- The Rev : batterie, voix sur Fiction

## Production de l'album
La voix de The Rev figure aussi sur certaines pistes, selon le groupe, elles auraient été enregistrées avant sa mort.
Les morceaux de batterie qu'il a joué et enregistré (hors studio) avant sa mort ne figurent pas sur l'album, ils ont été re-enregistrés par Mike Portnoy.
- Produit par Mike Elizondo
- Ingénieur d'enregistrement : Adam Hawkins
- Assisant ingénieur : Brent Arrowood, Chad Carlisle
- Enregistrer à The Pass. Los Angeles, Californie et aux Phantom Studios, Westlake Village, Californie
- Mixé par Andy Wallace à Soundtrack Studios
- Ingénieur Protools : Paul Suarez
- Assistant ingénieur : Jan Petrov
- Coordination de production : Jolie Levine/JOnna Terrasi
- Masterisé par Ted Jensen à Sterling Sound, New-York City

### Illustrations sur l'album
- Directeur d'art et de mise en page : Rafa Alcantara
- Couverture avant et arrière : Travis Smith
- Illustrateur intérieur : D.A. Frizell
- Photo de la tribu à The Rev : Rafa Alcantara
- Portrait de famille et de Fiction : Cam Rackam
- Photo du groupe : Clay Patrick McBride

### Featuringsur l'album
- Piano et Keyboard par David Palmer sur Danger Line et Save Me.
- Piano et B3 par David Palmer sur Tonight The World Dies et Fiction.
- Piano par David Palmer sur Nightmare
- Keyboards par Mike Elizondo sur Fiction
- Arrangement des cordes par Stevie Blacke sur Nightmare, Danger line, Buried Alive, So Far Away, Fiction et Save Me.
- Guitare solo par Papa Gates sur Tonight The World Dies
- Guitares additionnelle par Papa Gates sur So Far Away
- Trompette par Stewart Cole sur Danger Line
- Chœurs par Sharlotte Gibson sur Victim et Jessi Collins sur Fiction
- Chuchotements par The Whistler sur Danger Line
- Toutes les chansons ont été écrites par: Matthew Sanders or Matthew Davies-Kreye, Jonathan Lewis Seward or Richard Boucher, Brian Elwin Haner Jr. or Gavin Burrough, Zachary James Baker or Chris Roberts, James Owen Sullivan or Rocky Richards